# مجلة الفكاهة
أول صحف الخمسينات مجلة (الفكاهة)، إذ صدر عددها الأول في 12 أكتوبر 1950م وكما ذكرت في صدر عددها الأول انها مجلة فكاهية اجتماعية.
مجلة الفكاهة لا تخرج كثيراً عن الأسلوب الذي كان معروفاً في مصر البعكوكة من اعتماد على النكتة اللفظية، والمشاركة بالرسم الكاريكاتوري، والمحاكاة الشعرية الهزلية وما إلى ذلك، وأكثر ما فيها من شعر هزلي كتب بتوقيع (ع) وهو عبد الله الحاتم وبخاصة ما فيه محاكاة للشعر القديم، مثل قوله محاكياً السموأل:

## توقف المجلة
توقفت المجلة بعد تسعة اعداد فقط في 7 فبراير 1951.
ان الشيخ عبدالله الجابر هو الذي منحها تصريح الصدور (وكان رئيساً لمجلس المعارف) ولكن المعارف اشتركت في المجلة لستين نسخة فقط، قيمتها 630 روبية، وكانت المجلة تطبع ألف نسخة من كل عدد، يتلف منها سبعون نسخة اثناء الإعداد والتوزيع، وكانت تكلفة النسخة خمس آنات، فإذا لم يبع المطبوع كله فإن المجلة تخسر لا محالة، وهذا ما حدث فأدى إلى توقفها، وقد كانت بحاجة إلى 2000 روبية لتعود، وظلت تبحث عن هذا المبلغ الضخم (بمقياس تلك الفترة) حتى صدر العدد العاشر، بعد أكثر من ثلاث سنوات أي في 20/7/1945 وظلت تصدر بصورة شبه منتظمة حتى توقفت نهائياً في 24/11/1985 وقد أكملت 97 عدداً.